# Ctenophora pectinicornis
Ctenophora pectinicornis is een tweevleugelige uit de familie langpootmuggen (Tipulidae). De wetenschappelijke naam van de soort werd als Tipula pectinicornis in 1758 gepubliceerd door Carl Linnaeus. De soort komt voor in het Palearctisch gebied.